# Harry Guardino
Harold Vincent "Harry" Guardino, född 23 december 1925 i New York i New York, död 17 juli 1995 i Palm Springs i Kalifornien, var en amerikansk skådespelare. Han medverkade bland annat i filmerna Dadda för tre (1958), Dirty Harry (1971), Hårdingen (1976) och Nu fightas vi igen (1980).
Han avled i lungcancer i Palm Springs, Kalifornien.

## Filmografi
- 1958 – Dadda för tre
- 1959 – Five Pennies
- 1959 – Stormeld
- 1961 – Konungarnas konung
- 1962 – Ett helvete för hjältar
- 1967 – Bullwhip Griffins äventyr
- 1968 – Brottsplats Manhattan
- 1968 – En kula i nacken
- 1968 – Narkotikagangstern
- 1970 – Älskare och andra skojare
- 1971 – Dirty Harry
- 1972 – Tränad att döda?
- 1974 – Sin egen försvarare
- 1974 – Get Christie Love!
- 1975 – Capone
- 1976 – Hårdingen
- 1976 – St. Ives
- 1976 – Having Babies
- 1977 – Berg- och dalbanan
- 1978 – Superfajtern
- 1978 – Evening in Byzantium
- 1979 – Goldengirl
- 1980 – Nu fightas vi igen
- 1993 – Fist of Honor